# Pietro Citati
Pietro Citati, né le 20 février 1930 à Florence (Italie) et mort le 28 juillet 2022 à Roccamare (Italie), est un écrivain, critique littéraire et historien de la littérature italien.

## Biographie
Pietro Citati étudie à Turin à l'Institut social puis fait ses études secondaires littéraires au lycée classique Massimo d'Azeglio. En 1942, Turin est bombardée et sa famille déménage en Ligurie où il commence en autodidacte l'étude de Shakespeare, Lord Byron, Platon, Homère, Alexandre Dumas, Poe. En 1951, il obtient le diplôme de l'École normale supérieure de Pise (lettres modernes). Il entame une carrière de critique littéraire en collaborant à des revues comme Il punto (aux côtés de Pier Paolo Pasolini), L'approdo et Paragone. Dans les années 1960, il écrit pour le quotidien Il Giorno. De 1973 à 1988 il s'occupe des articles de culture du Corriere della Sera. Il devient critique littéraire dans La Repubblica.
Pietro Citati a publié des études sur Goethe, Manzoni, Kafka, Katherine Mansfield, Proust, l'Odyssée, etc., il a dédié en 1992 un ouvrage à plusieurs figures féminines : Thérèse d'Avila, Jane Austen, Lou Andreas-Salomé, Virginia Woolf (Ritratti di donne, trad. française 2000).
Après la publication en 2000 d'un essai sur la notion de mal absolu dans la littérature européenne du XIXe siècle (Il male assoluto, trad. française 2009), il en consacre un à Giacomo Leopardi en 2011 (trad. française 2014).
Considéré[Par qui ?] comme le meilleur critique littéraire de son époque, Pietro Citati rejette vigoureusement, le « choix malheureux » de l'Académie de Suède désignant Jean-Marie Gustave Le Clézio comme lauréat du prix Nobel de littérature 2008, le qualifiant même d'« auteur très médiocre ».
Il a obtenu de nombreuses récompenses dont le Prix de la latinité (de l'Académie française et Académie des lettres brésiliennes) en 2000, mais aussi le prix Strega et le prix Bagutta. Il a également obtenu le prix Médicis étranger pour Histoire qui fut heureuse, puis douloureuse et funeste en 1991.
Il a reçu en 2004 la distinction de chevalier grand-croix de l'ordre du Mérite de la République italienne.

## Œuvres
Ouvrages traduits en français
- Le Printemps de Chosroès, traduit de l'italien par Myriam Tannant. - Paris : Seuil, 1979. -  (ISBN 9782020053099)
- Tolstoï, traduit de l'italien par Jacques Barbéri. - Paris : Denoël, 1987. -  (ISBN 9782207233740)
- Brève vie de Katherine Mansfield, traduit de l'italien par Brigitte Pérol. - Paris : Quai Voltaire, 1987. -  (ISBN 9782876530089). Rééd. 2016.
- Kafka, traduit de l'italien par Brigitte Pérol. - Paris : Gallimard, 1989. - (Collection L'arpenteur). -  (ISBN 9782070780068). Rééd. Folio, 1991.
- Alexandre le Grand, co-écrit avec Francisco Sisti, traduit de l'italien par Brigitte Pérol. - Paris : Gallimard, 1990. - (Collection L'arpenteur). -  (ISBN 9782070780259)
- Une année dans la vie de Franz Kafka, traduit de l'italien par Brigitte Pérol in Lettres à ses parents : 1922-1924 de Franz Kafka. - Paris : Gallimard, 1990. - (Collection Arcades ; 18). -  (ISBN 9782070721443)
- Histoire qui fut heureuse, puis douloureuse et funeste, traduit de l'italien par Brigitte Pérol. - Paris : Gallimard, 1991. - (Collection Du monde entier). -  (ISBN 9782070723003). Rééd. Folio, 1993.
- Goethe, traduit de l'italien par Brigitte Pérol. - Paris: Gallimard, 1992. - (Collection L'arpenteur). -  (ISBN 9782070727056)
- La Voix de Schéhérazade, traduit par Tristan Macé ; calligraphies d'Hassan Massoudy. Saint-Clément-de-Rivière (Hérault) : Fata Morgana, 1996. -  (ISBN 9782851944245)
- La Colombe poignardée : Proust et La Recherche, traduit de l'italien par Brigitte Pérol. - Paris : Gallimard, 1997. - (Collection Du monde entier). -  (ISBN 9782070743261). Rééd. Folio, 1998.
- La lumière de la nuit : les grands mythes dans l'histoire du monde, traduit de l'italien par Brigitte Pérol, Tristan Macé. - Paris : Gallimard, 1999. - (Collection L'arpenteur). -  (ISBN 9782070748891). Rééd. Folio, 2000.
- Sur le roman : Dumas, Dostoïevski, Woolf, traduit de l'italien par Brigitte Pérol. - Paris : Bibliothèque Nationale de France, 2000. - (Collection Conférences Del Duca). -  (ISBN 9782717721102)
- Portraits de femmes, traduit de l'italien par Brigitte Pérol. - Paris: Gallimard, 2001. - (Collection L'arpenteur). -  (ISBN 9782070737864). Rééd. Folio, 2003.
- La Pensée chatoyante : Ulysse et l'Odyssée, traduit de l'italien par Brigitte Pérol. - Paris: Gallimard, 2004. - (Collection L'arpenteur). -  (ISBN 9782070710553). Rééd. Folio, 2006.
- Israël et l'islam : les étincelles de Dieu, traduit de l'italien par Brigitte Pérol, Tristan Macé. - Paris : Ed. de Fallois, 2005. -  (ISBN 9782877065603).
- La Mort du papillon, Zelda et Francis Scott Fitzgerald, traduit de l'italien par Brigitte Pérol. - Paris: Gallimard, 2007. - (Collection L'arpenteur). -  (ISBN 9782070784974). Rééd. Folio 2010.
- Le Mal absolu : au cœur du roman du dix-neuvième siècle, traduit de l'italien par Brigitte Pérol. - Paris: Gallimard, 2009. - (Collection L'arpenteur). -  (ISBN 9782070762767)
- Léopardi, traduit de l'italien par Brigitte Pérol. - Paris: Gallimard, 2014. - (Collection L'arpenteur). -  (ISBN 9782070135103)
- Don Quichotte, traduit de l'italien par Brigitte Pérol. - Paris: Gallimard, 2018. - (Collection L'arpenteur). -  (ISBN 9782070116188)

Principaux ouvrages en langue italienne

## Filmographie
Dans la peau d'Italo Calvino (2012), documentaire de Damian Pettigrew avec Pietro Citati et Neri Marcorè dans le rôle d'Italo Calvino.